# Новиков, Владимир Степанович
Владимир Степанович Новиков (1922—1999) — командир батальона 137-го гвардейского стрелкового полка (47-я гвардейская стрелковая дивизия, 8-я гвардейская армия, 1-й Белорусский фронт), гвардии майор. Герой Советского Союза (1946).

## Биография
Родился 9 июля 1922 года в городе Астрахань.
В Красной Армии с июня 1941 года. Участвовал в Сталинградской битве и форсировании Днепра. Особо отличился в боях на реке Одер.
За умелое руководство батальоном, личное мужество и героизм указом Президиума Верховного Совета СССР от 15 июня 1946 года гвардии майору Новикову Владимиру Степановичу было присвоено звание Героя Советского Союза с вручением ордена Ленина и медали «Золотая Звезда».
С 1964 года в запасе. Жил в городе Камышин Волгоградской области. Умер 11 июля 1999 года.

## Награды
- Медаль «Золотая Звезда» Героя Советского Союза;
- орден Ленина;
- два ордена Красного Знамени;
- орден Суворова 3-й степени;
- орден Отечественной войны 1-й степени;
- два ордена Красной Звезды;
- медали.